# ブハラ語
ブハラ語（ブハラご、Bukhori）は、インド・イラン語派の言語の一つ。ユダヤ・タジキ・ペルシア語、ユダヤ・タジク語とも呼ばれる。ブハラ・ユダヤ人の主要な言語である。

## 概要
古典ペルシア語に基づくが、ヘブライ語から多数の語彙を借りている。また、ウズベク語やロシア語からも少数の語彙を借りている。永い歴史を持つにも拘らず、タジク語の話者はブハラ語をおおよそ理解できるし、ジーディ（ユダヤ・ペルシア語）とも多くの共通点がある。
今日、ブハラ語はウズベキスタンに残る約1万人のユダヤ人を話者に持っている。ただし話者の多くはイスラエルや米国など国外におり、特にイスラエルには約5万人の話者がいる。
多くのユダヤ諸語と同様に、ヘブライ文字で表記する。
イスラエルでは、ブハラ語によるラジオ番組も放送されている。